# Дженкинс, Сидни
Сидни Артур Уильям Дженкинс (англ. Sydney Arthur William Jenkins; 14 июля 1873, Кардифф — 21 мая 1947, Лондон) — британский велогонщик, выступавший на треке. Участник летних Олимпийских игр 1900 года.

## Биография
Сидни Дженкинс родился 14 июля 1873 года в британском городе Кардифф.
Выступал в велоспорте на треке среди профессионалов. Как минимум трижды участвовал в чемпионате Великобритании — в 1898, 1900 и 1905 годах, однако ни разу не был призёром.
В 1900 году вошёл в состав сборной Великобритании на летних Олимпийских играх в Париже. Выступал в соревнованиях профессионалов, в которых не разыгрывались медали. В индивидуальном спринте выбыл в 1/8 финала. В гонке на тандемах вместе с Джеком Грином выиграл четвертьфинальный заезд с результатом 11,8 секунды, а в полуфинале занял последнее, 3-е место. В командном спринте вместе с Грином и Джорджем Сазерлендом из Новой Зеландии выиграли четвертьфинальный заезд с результатом 13,0, а в полуфинале проиграли сборной Франции. В гонке на 3000 метров с гандикапом не попал в четвёрку лучших в полуфинальном заезде.
В 1901 году вместе с Джебом Гаскойном установил рекорд Великобритании в гонке на 2 мили на тандемах.
Умер 21 мая 1947 года в Лондоне.